# Gum Wall

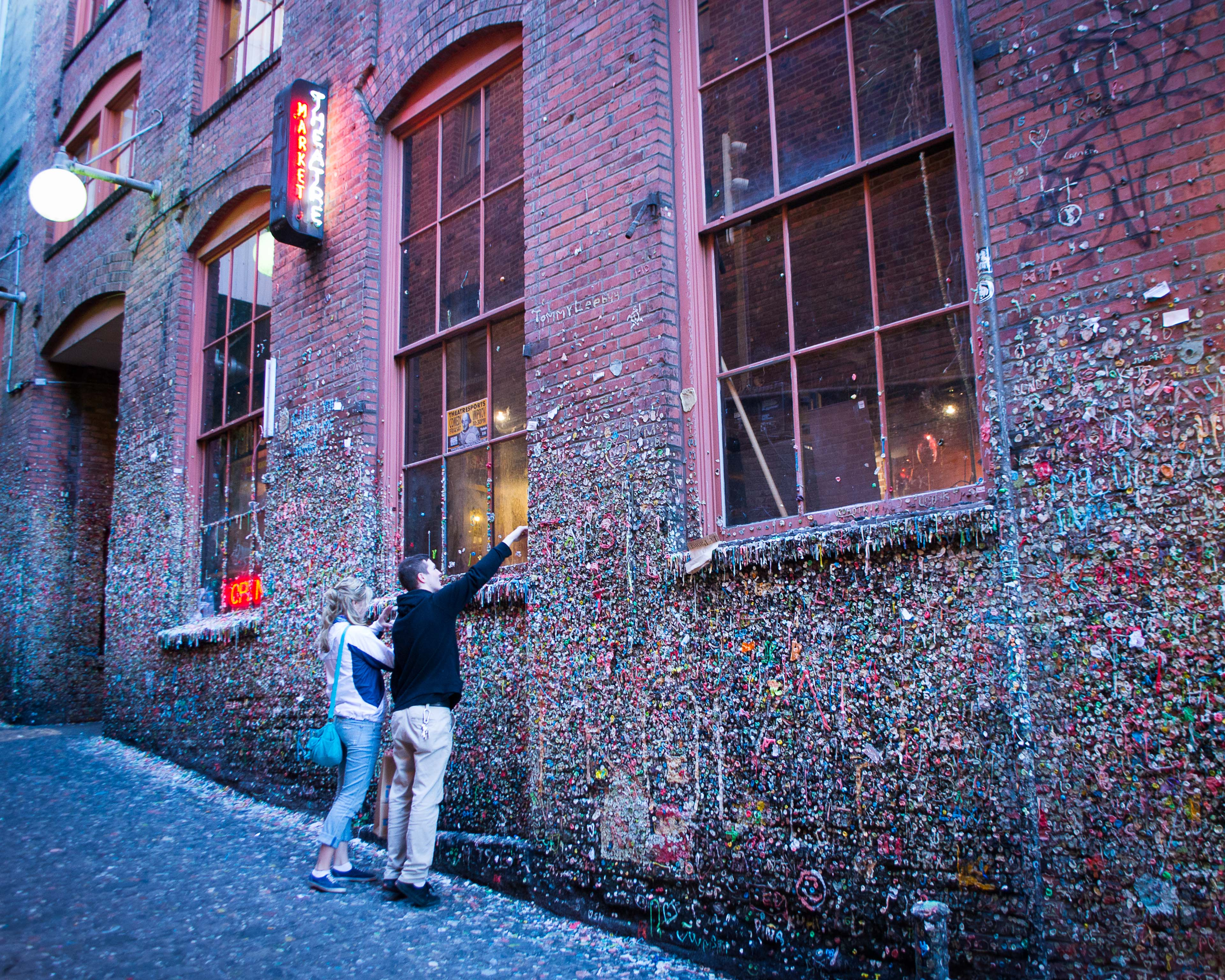
Market Theater Gum Wall

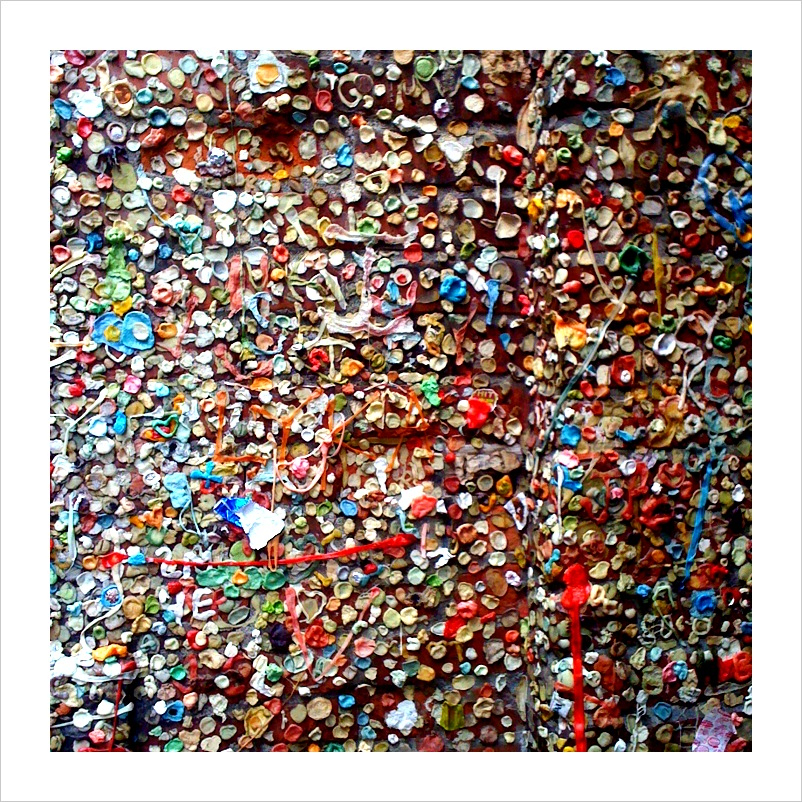
Particolare

Il Market Theater Gum Wall è un luogo caratteristico del centro di Seattle, situato in Post Alley vicino al Mercato di Pike Place. Similmente alla Bubblegum Alley di San Luis Obispo, il Market Theater Gum Wall è un vicolo i cui muri sono coperti da gomme da masticare usate. In alcuni punti lo strato è spesso parecchi centimetri, alto fino a 4,5 m e lungo oltre 15 m.
È stato inserito nel National Register of Historic Places contestualmente al Pike Place Public Market.

## Storia
La tradizione di attaccare le gomme da masticare al muro, situato vicino al botteghino del Market Theater, iniziò nel 1993 quando gli spettatori dello spettacolo Seattle Theatresports della compagnia teatrale d'improvvisazione Unexpected Productions cominciarono a incollare le gomme al muro inserendovi all'interno delle monete. I dipendenti del teatro le rimossero due volte, ma alla fine rinunciarono dopo che i funzionari del mercato decisero di considerare il muro gomma un'attrazione turistica, intorno al 1999. Alcune persone arrivano a creare disegni, costruzioni e piccole opere d'arte in gomma da masticare.
Il 3 novembre 2015, è stato annunciato dalla Pike Place Market Preservation & Development Authority che, per la prima volta in 20 anni, il muro verrà completamente raschiato e ripulito per manutenzione, dato che lo zucchero contenuto nelle gomme sta iniziando a corrodere i mattoni. Una volta terminata la pulizia, sarà nuovamente consentito attaccare le gomme.

## Nella cultura di massa
È considerata una delle cinque attrazioni per turisti maggiormente contaminate da microrganismi, seconda solamente alla pietra dell'eloquenza, situata nel castello di Blarney. È anche il punto di partenza di un "ghost tour" e un sito molto popolare per i fotografi di nozze.
Nel 2008 presso il muro è stata girata una scena del film Qualcosa di speciale, interpretato da Jennifer Aniston.